# Бадам 2
Бадам 2 (каз. Бадам 2) — упразднённое село в Сайрамском районе Туркестанской области Казахстана. В 2014 году включено в состав города Шымкент и исключено из учетных данных. Входило в состав Жулдызского сельского округа. Код КАТО — 515245300.

## Население
В 1999 году население села составляло 2570 человек (1283 мужчины и 1287 женщин). По данным переписи 2009 года, в селе проживало 3046 человек (1529 мужчин и 1517 женщин).